# Systellommatophora
Systellommatophora zijn een orde van de klasse slakken (Gastropoda).

## Kenmerken
Bij deze dieren zitten de ogen aan het uiteinde van intrekbare tasters of voelsprieten.

## Taxonomie
De orde is als volgt onderverdeeld:
- Superfamilie Onchidioidea Rafinesque, 1815
- Superfamilie Veronicelloidea Gray, 1840